# Penpont
Penpont è un villaggio situato a circa 3 km a ovest di Thornhill nel Dumfriesshire, nella regione scozzese di Dumfries e Galloway. È vicino alla confluenza dei fiumi Shinnel Water e Scaur Water ai piedi delle Southern Uplands. Ha una popolazione di circa 400 persone.

## Archeologia
Ci sono diversi siti archeologici nelle vicinanze, tra cui le fortezze della tarda età del bronzo su Tynron Doon e Grennan Hill e un lungo tumulo a Capenoch Loch risalente al II o III secolo.

## Storia
Il toponimo Penpont significa "testa di ponte" nella lingua cumbrica un tempo parlata nella regione. La strada A702 attraversa Penpont. A ovest di Thornhill attraversa il fiume Nith su un ponte di pietra a due arcate nella parrocchia di Penpont. Fu costruito nel 1760 dopo che il presbiterio di Penpont aveva raccolto £ 680 per il costo. I lavori iniziarono intorno al 1774, ma nel 1776 il ponte crollò. Il ponte fu completato nel 1778 e rafforzato nel 1930-1931. Si tratta di un edificio classificato di categoria A. 

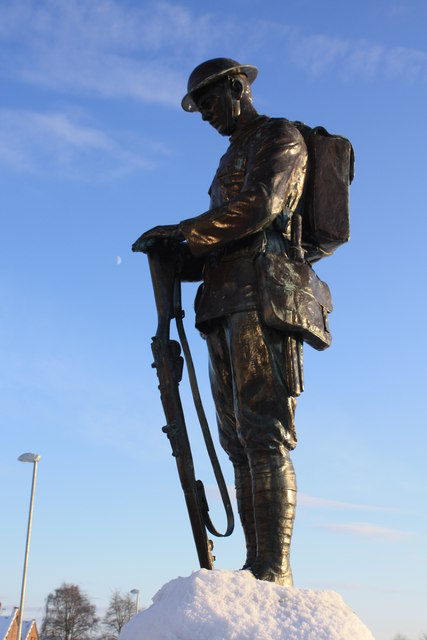
Il monumento ai caduti di Penpont

Il monumento ai caduti di Penpont è stato realizzato dallo scultore di Glasgow William Kellock Brown e installato nel 1920. È una statua in bronzo di un fante, con il fucile puntato verso il basso, le mani appoggiate sul calcio e la testa leggermente china.